# بنجامين كيز
بنجامين كيز (بالإنجليزية: Benjamin Keys)‏ هو نبال أمريكي، ولد في 22 نوفمبر 1853 في سينسيناتي في الولايات المتحدة، وتوفي في 7 يونيو 1911 في شيكاغو في الولايات المتحدة.

## وصلات خارجية
- بنجامين كيز على موقع أوليمبيديا (الإنجليزية)